# Dodd Island
Dodd Island ist eine kleine Insel vor der Ingrid-Christensen-Küste des ostantarktischen Prinzessin-Elisabeth-Lands. Sie liegt 16 km südlich der Inselgruppe Søstrene inmitten des Publications-Schelfeises in der Prydz Bay.
Norwegische Kartografen kartierten sie 1946 anhand von Luftaufnahmen, die bei der Lars-Christensen-Expedition 1936/37 entstanden. Wissenschaftler der Australian National Antarctic Research Expeditions nahmen eine neuerliche Kartierung vor. Das Antarctic Names Committee of Australia (ANCA) benannte die Insel nach David M. Dodd, Wetterbeobachter auf der Davis-Station im antarktischen Winter 1963.